# Kyndil Tórshavn
El Kyndil Tórshavn es un club de balonmano de las Islas Feroe.

## Palmarés
- Campeonato de las Islas Feroe (30): 1958, 1959, 1960, 1962, 1963, 1964, 1965, 1966, 1967, 1969, 1970, 1971, 1972, 1973, 1974, 1976, 1977, 1979, 1981, 1984, 1988, 1989, 1990, 1991, 1992, 1994, 1996, 2004, 2006, 2007